# Claudia Müller
Claudia Müller, född den 21 maj 1974 i Bremen i Tyskland, är en tysk fotbollsspelare. Vid fotbollsturneringen under OS 2000 i Sydney deltog hon i det tyska lag som tog brons. Hon var även den som ledde det tyska laget till EM-guld 2001 med det avgörande målet i förlängningen mot Sverige  